# Alphonse Kirchhoffer
Simon Alphonse Kirchhoffer (París, 19 de diciembre de 1873-París, 30 de junio de 1913) fue un deportista francés que compitió en esgrima, especialista en la modalidad de florete. Participó en los Juegos Olímpicos de París 1900, obteniendo una medalla de plata en la prueba individual profesional.

## Palmarés internacional
| Juegos Olímpicos | Juegos Olímpicos | Juegos Olímpicos | Juegos Olímpicos               |
| Año              | Lugar            | Medalla          | Prueba                         |
| ---------------- | ---------------- | ---------------- | ------------------------------ |
| 1900             | París (Francia)  | Medalla de plata | Florete individual profesional |